# Dangerous Corner
Dangerous Corner, llamada en español Esquina peligrosa o Curva peligrosa, es una obra de teatro en tres actos del dramaturgo británico J. B. Priestley estrenada en 1932.

## Argumento
Un grupo de amigos íntimos se reúne en una velada agradable, que comienza cuando juntos escuchan una radionovela titulada El perro dormido, que finaliza con un disparo y un grito. Le sigue una animada conversación acerca del extraño título de la radionovela. Pronto comienzan a hablar sobre el reciente suicidio de Martin Clapman, un amigo común y hermano de uno de los presentes, Robert. A partir de un inocente comentario sobre una caja para cigarrillos, se suceden inquietantes revelaciones de todos los presentes que afectan a las relaciones personales entre ellos así como a la que mantenían cada uno de ellos con el fallecido. La temperatura de la discusión se eleva y finalmente - al igual que en la radionovela - culmina con un disparo y un grito. La acción vuelve al inicio de la primera escena, con el grupo escuchando la radio. La acción se repite y los diálogos se repiten, excepto la alusión a la cajetilla de tabaco. Al no tomarse esa «curva peligrosa», no se producen los testimonios y confesiones previos y la fiesta acaba en alegre hermandad.

## Personajes
- Robert Caplan
- Freda Caplan
- Betty Whitehouse
- Gordon Whitehouse
- Olwen Peel
- Charles Trevor Stanton
- Maud Mockridge

## Representaciones destacadas
Fue estrenada en el Lyric Theatre de Londres el 17 de mayo de 1932, dirigida por Tyrone Guthrie. Se llevaría a los escenarios de Broadway en octubre de ese mismo año, siendo el montaje dirigido por Elsa Lazareff e interpretado por Cecil Holm, Jean Dixon, Colin Keith-Johnston y Stanley Ridges.
En 1934 se rodó una película basada en la obra, con dirección de Phil Rosen e interpretada por Virginia Bruce, Conrad Nagel  y Melvyn Douglas.
En lengua francesa se tituló Virage dangereux, y se estrenó en el Théâtre Pigalle de París en 1938, dirigida e interpretada por Raymond Rouleau con Tania Balachova, Yolande Laffon, Gaby Sylvia y André Fouché también sobre el escenario. Se repuso en 1944 en el Théâtre de l'Œuvre, cotando además del mismo Rouleau, con Jacques Castelot y Hélène Perdrière.
La primera representación en español tuvo lugar en la Ciudad de México en 1947, con dirección de Cipriano Rivas Cheriff e interpretación de María Douglas y Miguel Maciá.
En España se estrenó, con el título de Curva peligrosa, el 27 de enero de 1950 en el Teatro Benavente de Madrid, por la compañía de Conchita Montes, con Mercedes Muñoz Sampedro, Mari Campos, Félix Dafauce, Manuel Collado, Miguel Narros y María Luisa Tejedor con dirección de Edgar Neville y en traducción de Luis Escobar. Se volvió a montar en 1963, en el Teatro Cómico de Madrid, con una nueva traducción y con el título de Esquina peligrosa. Los intérpretes fueron Ricardo Hurtado, Marisa de Leza, Pastora Peña, Victoria Rodríguez y Ramón Corroto. En España se hizo una versión para televisión emitida en el espacio Estudio 1 de TVE el 27 de octubre de 1975, dirigida por Manuel Ripoll e interpretada por Carlos Ballesteros, Concha Cuetos, Luis Peña, Charo Soriano, Jaime Blanch, Cristina Galbó y Mercedes Borqué.
Fue representada en el Teatro Ateneo de Buenos Aires en 1957 con el siguiente elenco: Hilda Rey, Soledad Marcó, Angélica López Gamio, Amadeo Novoa, Silvia Nolasco, Claudio Rodríguez Leiva y Rodolfo Salerno.